# Omoadiphas texiguatensis
Omoadiphas texiguatensis là một loài rắn trong họ Rắn nước. Loài này được Mccranie & Castaneda mô tả khoa học đầu tiên năm 2004.